# Ваєргаммер
Ваєргаммер (нім. Weiherhammer) — громада в Німеччині, розташована в землі Баварія. Підпорядковується адміністративному округу Верхній Пфальц. Входить до складу району Нойштадт-ан-дер-Вальднааб. Складова частина об'єднання громад Ваєргаммер.
Площа — 39,89 км2. Населення становить 3846 ос. (станом на 31 грудня 2020).

## Галерея

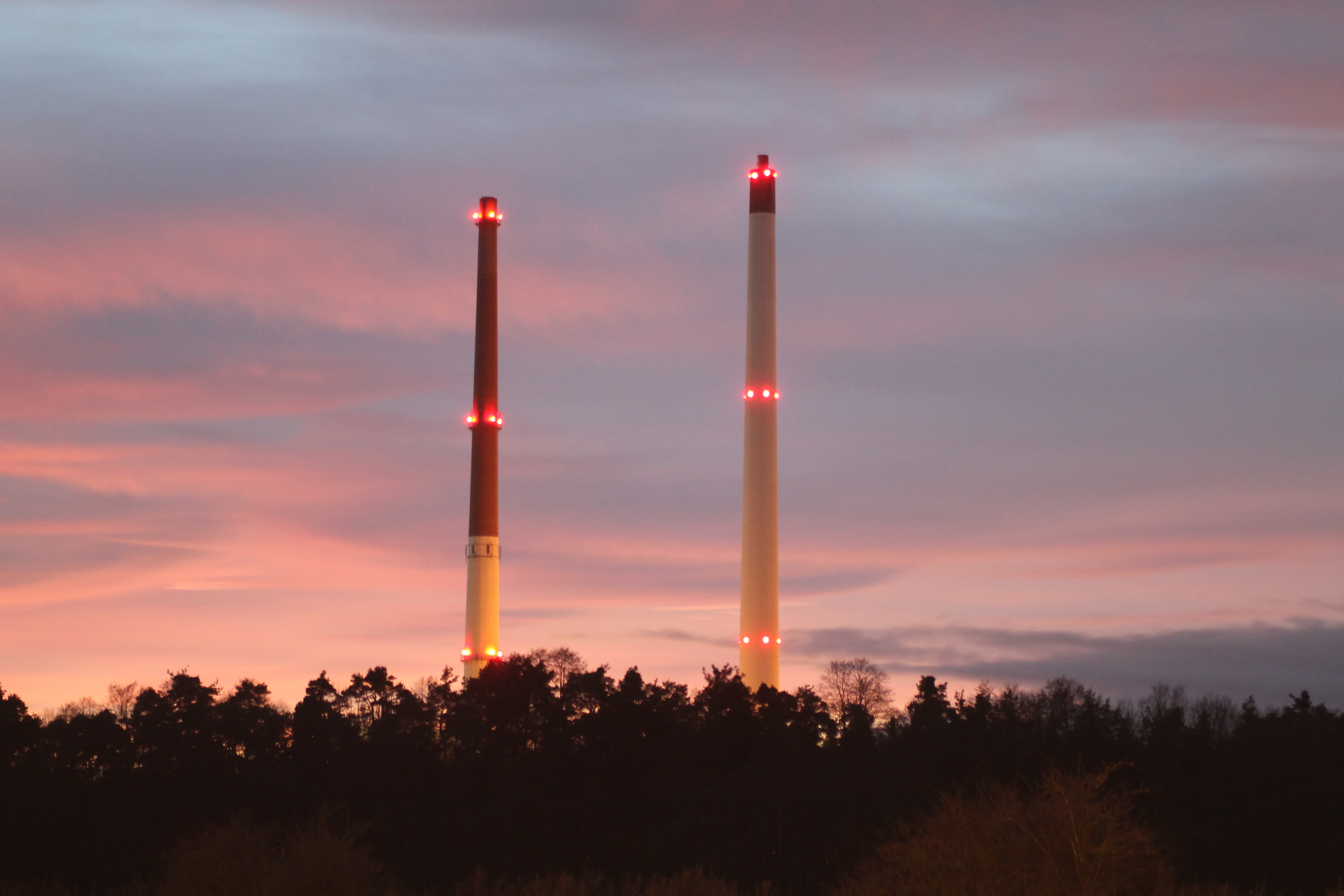